# Joan Shawlee
Joan Shawlee, all'anagrafe Joan Fulton (New York, 5 marzo 1926 – Los Angeles, 22 marzo 1987), è stata un'attrice statunitense.

## Biografia
Inizialmente accreditata come Joan Fulton, prese parte a circa 100 pellicole a partire dal 1945. È principalmente nota per aver recitato in A qualcuno piace caldo (1959), capolavoro di Billy Wilder con Marilyn Monroe, nel quale interpreta l'intransigente direttrice dell'orchestra di musiciste tra le quali si nascondono Tony Curtis e Jack Lemmon. Recitò sempre per Wilder e in parti secondarie anche in L'appartamento (1960), Irma la dolce (1963) e Buddy Buddy (1981). 
Morì di cancro al seno nel 1987, all'età di 61 anni: la sua salma fu cremata e le ceneri sparse in mare.

## Vita privata
Si sposò due volte. Il suo primo marito fu Walter Shawlee, un dirigente editoriale, di cui prese il cognome. La coppia ebbe un figlio, Walter, e divorziò nel 1956. Il suo secondo marito, Eddie Barchet, era un dirigente di albergo, che lei incontrò in Inghilterra e con il quale visse in California. Lei e Barchet ebbero una figlia, Angela. Walter Shawlee fu un Democratico che sostenne la campagna di Adlai Stevenson durante le Elezioni presidenziali negli Stati Uniti d'America del 1952 , nonché un praticante episcopale.

## Filmografia parziale

### Cinema
- Frac e cravatta bianca (White Tie and Tails), regia di Charles Barton (1946)
- Addio all'esercito (Buck Privates Come Home), regia di Charles Barton (1947)
- Scheherazade (Song of Scheherazade), regia di Walter Reisch (1947)
- Donne pantere (Prehistoric Women), regia di Gregg C. Tallas (1950)
- Marinai a terra (All Ashore), regia di Richard Quine (1953)
- Da qui all'eternità (From Here to Eternity), regia di Fred Zinnemann (1953)
- Addio signora Leslie (About Mrs. Leslie), regia di Daniel Mann (1954)
- La conquista dello spazio (Conquest of Space), regia di Byron Haskin (1955)
- A qualcuno piace caldo (Some Like It Hot), regia di Billy Wilder (1959)
- L'appartamento (The Apartment), regia di Billy Wilder (1960)
- Mia moglie ci prova (Critic's Choice), regia di Don Weis (1963)
- Irma la dolce (Irma la Douce), regia di Billy Wilder (1963)
- I selvaggi (The Wild Angels), regia di Roger Corman (1966)
- L'investigatore (Tony Rome), regia di Gordon Douglas (1967)
- Uno spaccone chiamato Hark (One More Train to Rob), regia di Andrew V. McLaglen (1971)
- Willard e i topi (Willard), regia di Daniel Mann (1971)
- Marlowe, il poliziotto privato (Farewell, My Lovely), regia di Dick Richards (1975)
- Gimkana pazza (Flash and the Firecat), regia di Ferd Sebastian e Beverly Sebastian (1975)
- Buddy Buddy, regia di Billy Wilder (1981)
- Per piacere... non salvarmi più la vita (City Heat), regia di Richard Benjamin (1984)

### Televisione
- General Electric Theater – serie TV, episodio 2x12 (1953)
- Gianni e Pinotto (The Abbott and Costello Show) – serie TV, 8 episodi (1953)
- Maverick – serie TV, episodio 1x09 (1957)
- Zorro – serie TV, episodi 1x18-1x19 (1958)
- L'impareggiabile Glynis (Glynis) – serie TV, episodio 1x02 (1963)
- Colombo (Columbo) – serie TV, episodio 1x04 (1971)

## Doppiatrici italiane
- Lydia Simoneschi in A qualcuno piace caldo, Irma la dolce
- Rosetta Calavetta in L'appartamento, Willard e i topi
- Dhia Cristiani in L'investigatore, Il massacro del giorno di San Valentino
- Flaminia Jandolo in Starsky & Hutch
- Franca Lumachi in La grande notte di Casanova (ridoppiaggio)